# نیومارکت، انتاریو
نیومارکت، انتاریو (به انگلیسی: Newmarket) یک شهرک در کانادا است که در Regional Municipality of York واقع شده‌است.

## خصوصیات
نیومارکت ۳۸٫۳۳ کیلومترمربع مساحت و ۷۹٬۹۷۸ نفر جمعیت دارد و ۲۳۹ متر بالاتر از سطح دریا واقع شده‌است.